# Сёрум, Кристиан
Кристиа́н Сёрум (норв. Kristian Sørum; род. 1951) — норвежский кёрлингист и тренер по кёрлингу. Чемпион мира среди мужчин (1979), восьмикратный чемпион Норвегии среди мужчин.
Играл на позиции четвёртого, был скипом команды.
В период с 1997 по 2009 был президентом Ассоциации кёрлинга Норвегии (норв. Norges Curlingforbund).

## Достижения
- Чемпионат мира по кёрлингу среди мужчин: золото (1979), серебро (1978, 1980).
- Чемпионат Европы по кёрлингу: серебро (1976, 1980, 1983), бронза (1979, 1985).
- Чемпионат Норвегии по кёрлингу среди мужчин: золото (1976, 1977, 1978, 1979, 1980, 1981, 1985, 1992).[4]

## Команды
| Сезон   | Четвёртый      | Третий                                  | Второй           | Первый            | Запасной | Турниры                     |
| ------- | -------------- | --------------------------------------- | ---------------- | ----------------- | -------- | --------------------------- |
| 1975—76 | Кристиан Сёрум | Эйгиль Рамсфьелл                        | Гуннар Меланд    | Гуннар Сигстадстё |          | ЧМ 1976 (6 место)           |
| 1976—77 | Кристиан Сёрум | Мортен Сёрум (ЧЕ) Эйгиль Рамсфьелл (ЧМ) | Гуннар Меланд    | Гуннар Сигстадстё |          | ЧЕ 1976 · ЧМ 1977 (6 место) |
| 1977—78 | Кристиан Сёрум | Мортен Сёрум                            | Эйгиль Рамсфьелл | Гуннар Меланд     |          | ЧМ 1978                     |
| 1978—79 | Кристиан Сёрум | Мортен Сёрум                            | Эйгиль Рамсфьелл | Гуннар Меланд     |          | ЧМ 1979                     |
| 1979—80 | Кристиан Сёрум | Эйгиль Рамсфьелл                        | Гуннар Меланд    | Харальд Рамсфьелл |          | ЧЕ 1979 · ЧМ 1980           |
| 1980—81 | Кристиан Сёрум | Эйгиль Рамсфьелл                        | Гуннар Меланд    | Дагфинн Лоэн      |          | ЧЕ 1980 · ЧМ 1981 (4 место) |
| 1983—84 | Кристиан Сёрум | Мортен Сёгор                            | Дагфинн Лоэн     | Мортен Скёуг      |          | ЧЕ 1983                     |
| 1984—85 | Кристиан Сёрум | Мортен Сёгор                            | Дагфинн Лоэн     | Мортен Скёуг      |          | ЧЕ 1984                     |
| 1984—85 | Кристиан Сёрум | Мортен Сёгор                            | Мортен Скёуг     | Дагфинн Лоэн      | Бо Бакке | ЧМ 1985 (6 место)           |

(скипы выделены полужирным шрифтом)

## Результаты как тренера национальных сборных
| Год  | Турнир                                       | Сборная            | Место |
| ---- | -------------------------------------------- | ------------------ | ----- |
| 1982 | Чемпионат мира по кёрлингу среди мужчин 1982 | Норвегия (мужчины) | 5     |